# Dzikie łabędzie
Dzikie łabędzie (duń. De vilde Svaner) – baśń literacka autorstwa Hansa Christiana Andersena, wydana po raz pierwszy w 1838 roku.
W baśni powraca motyw wiary w Boga i siły miłości rodzeństwa, które mogą przełamać zły los.

## Publikacja
Baśń literacka Hansa Christiana Andersena o Dzikich łabędziach została po raz pierwszy opublikowana w Kopenhadze 2 października 1838 roku przez wydawnictwo C. A. Reitzel w antologii Baśnie opowiedziane dzieciom. Nowy zbiór. Zeszyt pierwszy. 1838 (duń.  Eventyr, fortalte for Børn. Ny Samling. Første Hefte. 1838). W wyborze znalazły się oprócz Dzikich łabędzi: Dzielny ołowiany żołnierz i Stokrotka. Za życia Andersena utwór był wznawiany w 1849 roku i 1862 roku.

## Polskie przekłady
Baśń była szereg razy tłumaczona na język polski. Znalazła się w wydanych w Polsce wyborach baśni Andersena:
- 1890 – Dzikie łabędzie: Wanda Młodnicka (tłum.): Powiastki. Lwów. Brak numerów stron w książce
- 1892 – Dzikie łabędzie: anonimowe tłumaczenie, wydane w Warszawie w zbiorze Bajki i opowiadania
- 1900 – Dzikie łabędzie: Maria Glotz (tłum.): Czarodziejskie powieści Andersena. T. 1. Warszawa. Brak numerów stron w książce
- 1924 – Dzikie łabędzie, w tłum. Janiny Colonna-Walewskiej, Baśnie Andersena dla dzieci, Warszawa
- 1929 – Dzikie łabędzie – przekład Franciszka Mirandoli
- 1931 – Dzikie łabędzie, tłum. Stefania Beylin w Zbiorowym wydaniu baśni Andersena
- 1938 – Dzikie łabędzie: Marceli Tarnowski (tłum.): Bajki. Warszawa. Brak numerów stron w książce
- 1938 – Dzikie łabędzie: Adam Przemski (tłum.): Bajki. Kraków. Brak numerów stron w książce
- 1946 – Dzikie łabędzie, Czesław Kędzierski (tłum.): Bajki. Poznań. Brak numerów stron w książce
- 2006 – Dzikie łabędzie w tłum. z duńskiego Bogusławy Sochańskiej, Baśnie i opowieści. T. I: 1830–1850

## Fabuła
Król ma jedenastu synów i jedną córkę Elizę. Królowa-macocha zamienia królewiczów w dzikie łabędzie, zaś królewnę oddaje ubogim chłopom na wychowanie. Piętnastoletnia Eliza wraca do ojcowskiego zamku. Zostaje oszpecona przez macochę, król się do niej nie przyznaje. Królewna wyrusza w poszukiwaniu braci. W lesie oczyszcza się i dowiaduje się od staruszki z koszem jagód, o łabędziach w koronach. Na brzegu morza spotyka zamienionych w łabędzie braci, którzy nocą odzyskują ludzki wygląd. Bracia zabierają Elizę za morze, gdzie żyją. W jaskini Eliza śni i widzi wróżkę, która mówi jej, jak może odczynić zaklęcie macochy. Dziewczyna musi rwać pokrzywy, prząść z nich zieloną nić, robić koszule i narzucić je na zaczarowanych braci. Wówczas czar ma prysnąć. Nie może w tym czasie wypowiedzieć ani jednego słowa.
Eliza zabiera się do pracy. Zostaje znaleziona przez miejscowego króla, który się w niej zakochuje. Król zabiera Elizę do miasta. Żeni się z nią, a ona wciąż milczy. Skrycie nadal tka koszule dla braci. Gdy brakuje pokrzyw, udaje się po nie na cmentarz. Tam żerują wampirzyce. Eliza zostaje nakryta podczas zbierania pokrzyw pośród strasznych zmór przez arcybiskupa. Duchowny przyprowadza na cmentarz króla. Królewna zostaje skazana na śmierć. W areszcie prawie kończy ostatnią brakującą koszulę. Gdy jest już na stosie, by zostać spaloną jako czarownica, przylatują jej bracia łabędzie. Dziewczyna z Bożą pomocą zdejmuje z nich zaklęcie. Królewicze wracają do ludzkiej postaci. Eliza wreszcie może mówić. Najstarszy brat opowiada królowi i ludowi o losach rodzeństwa. Polana w stosie zakwitają różami.

## Galeria

Ilustracje baśni Dzikie łabędzie
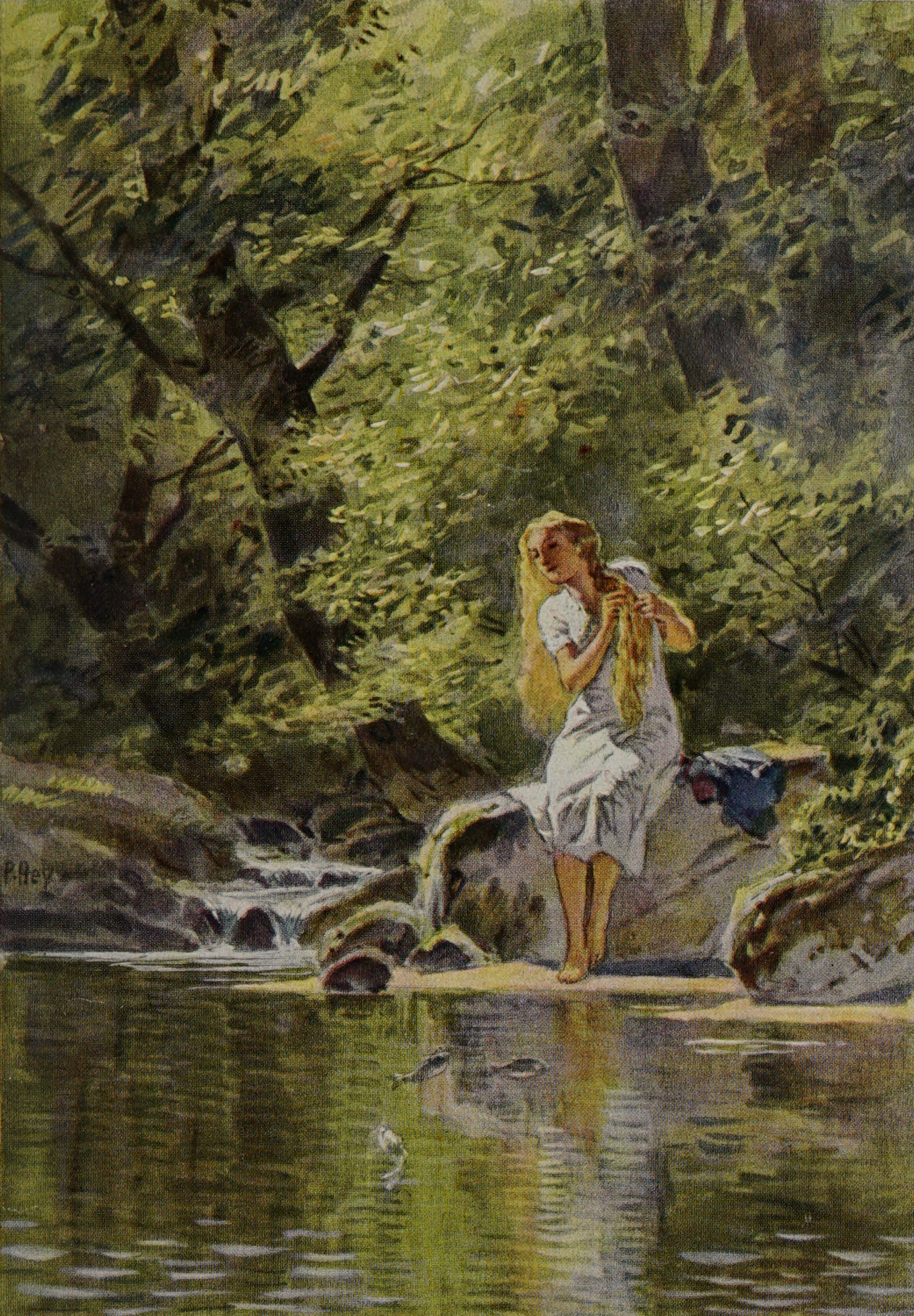
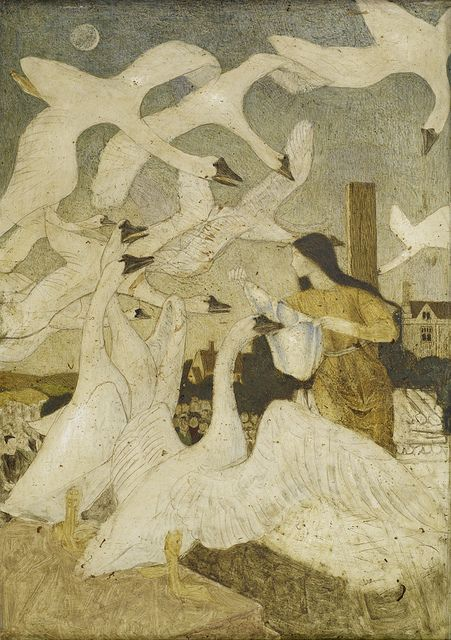
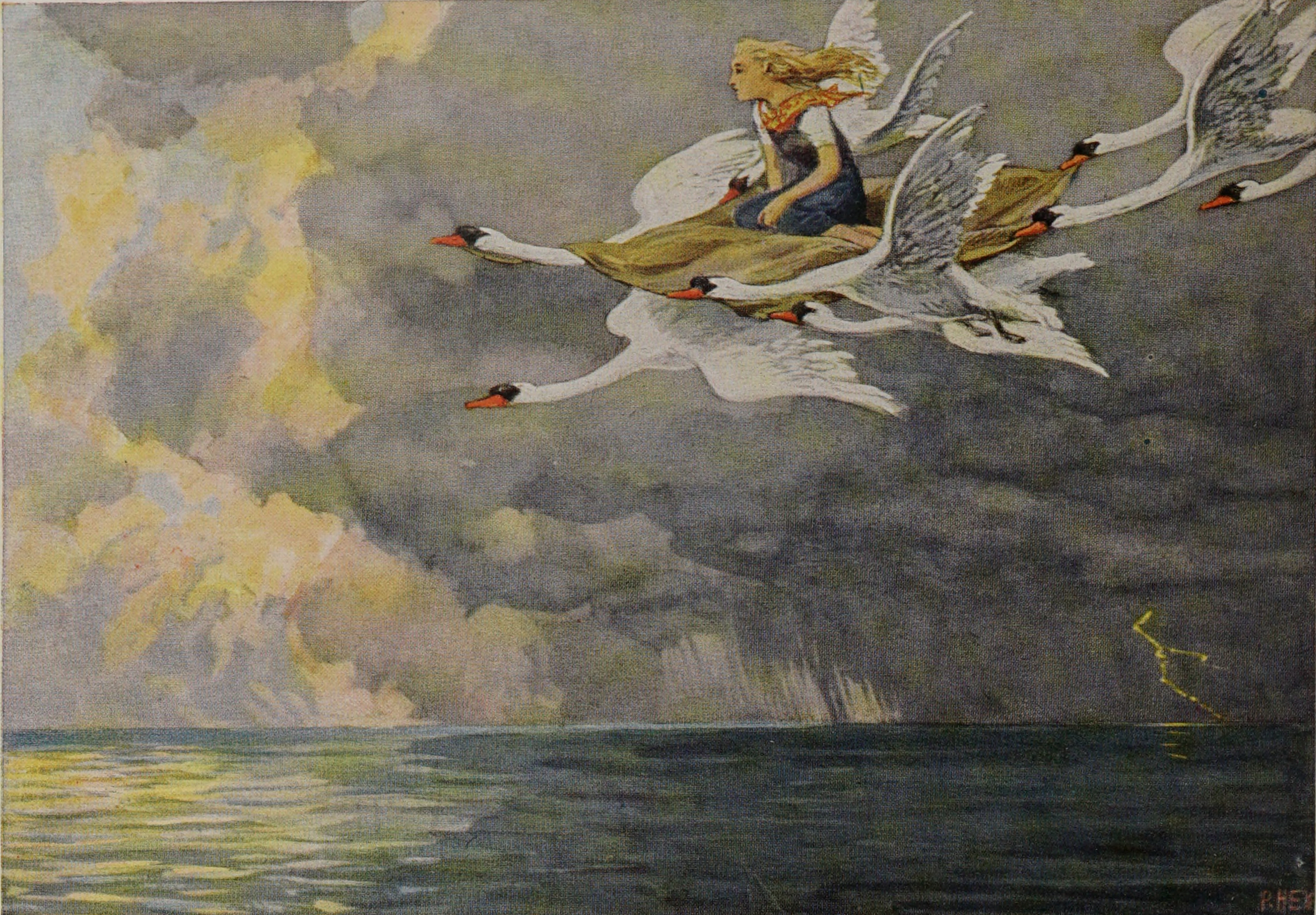
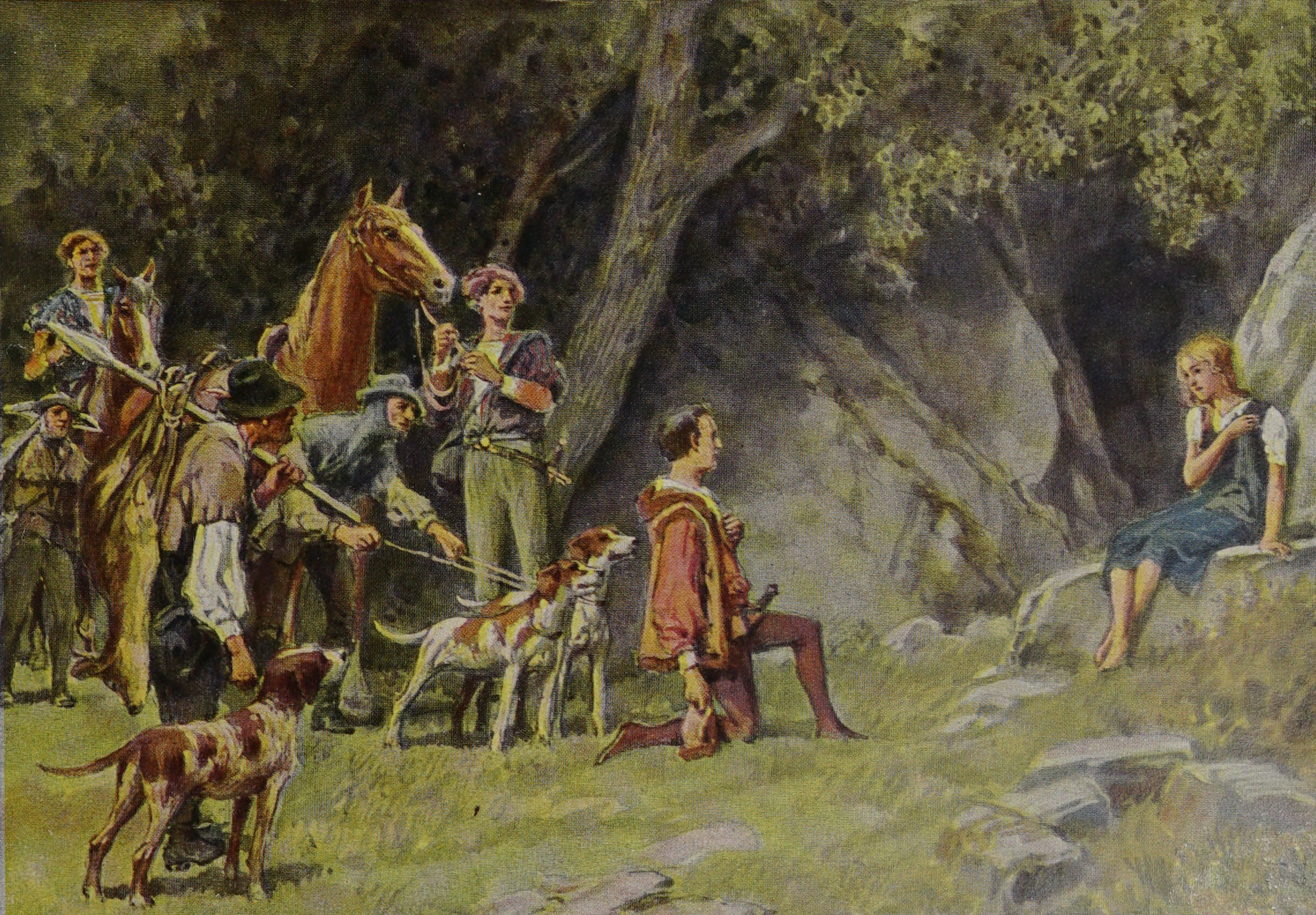
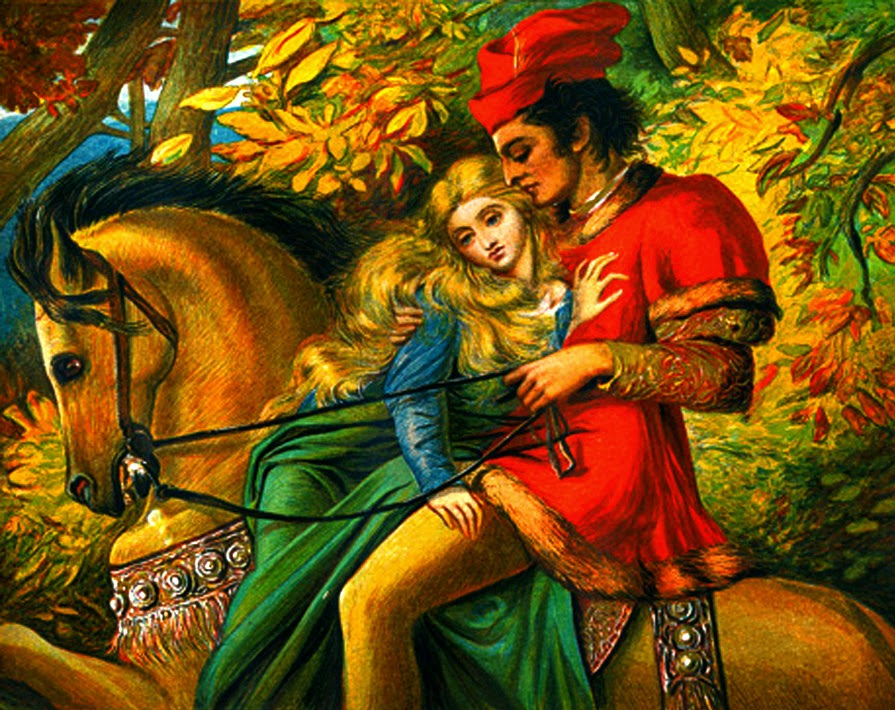
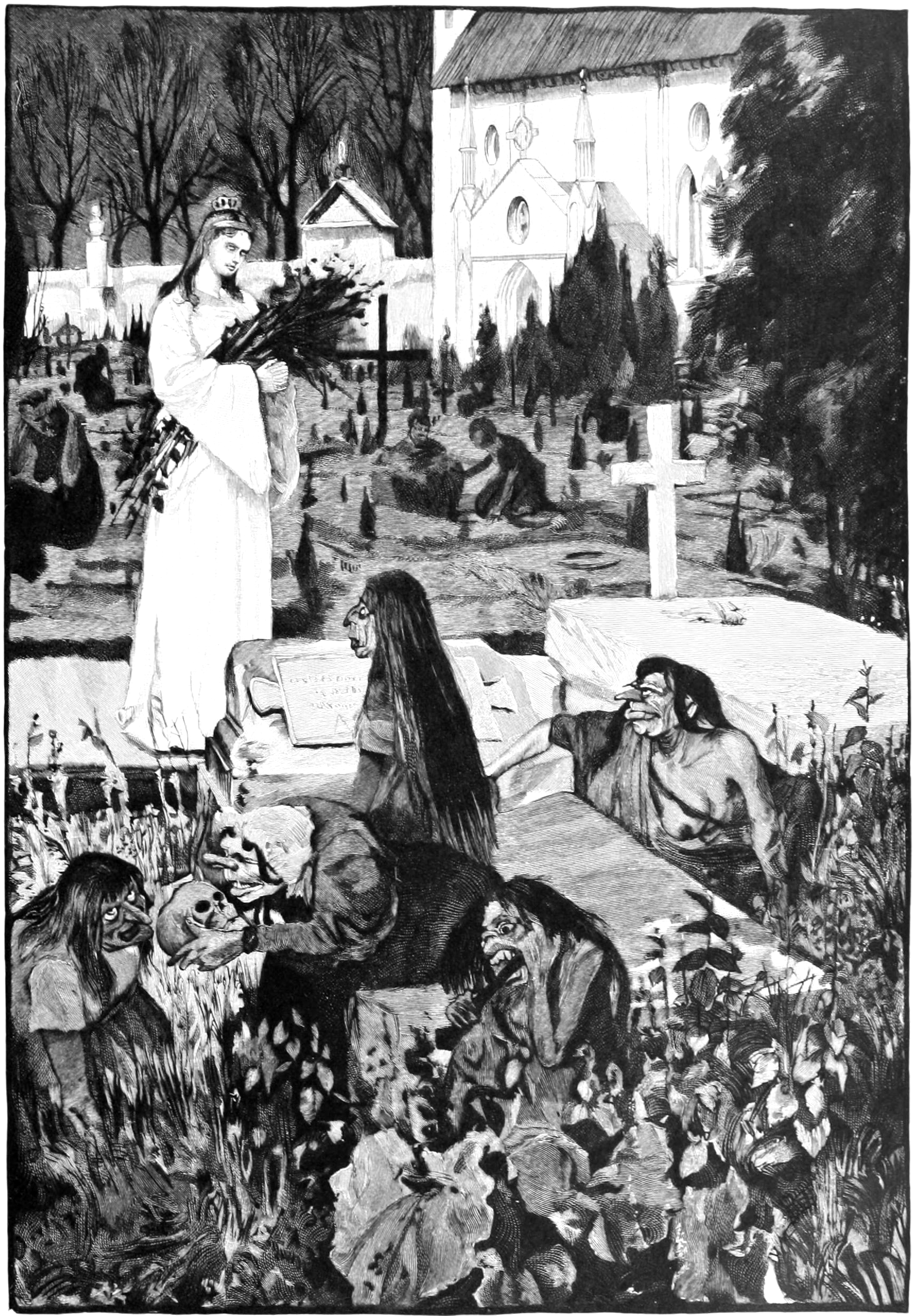
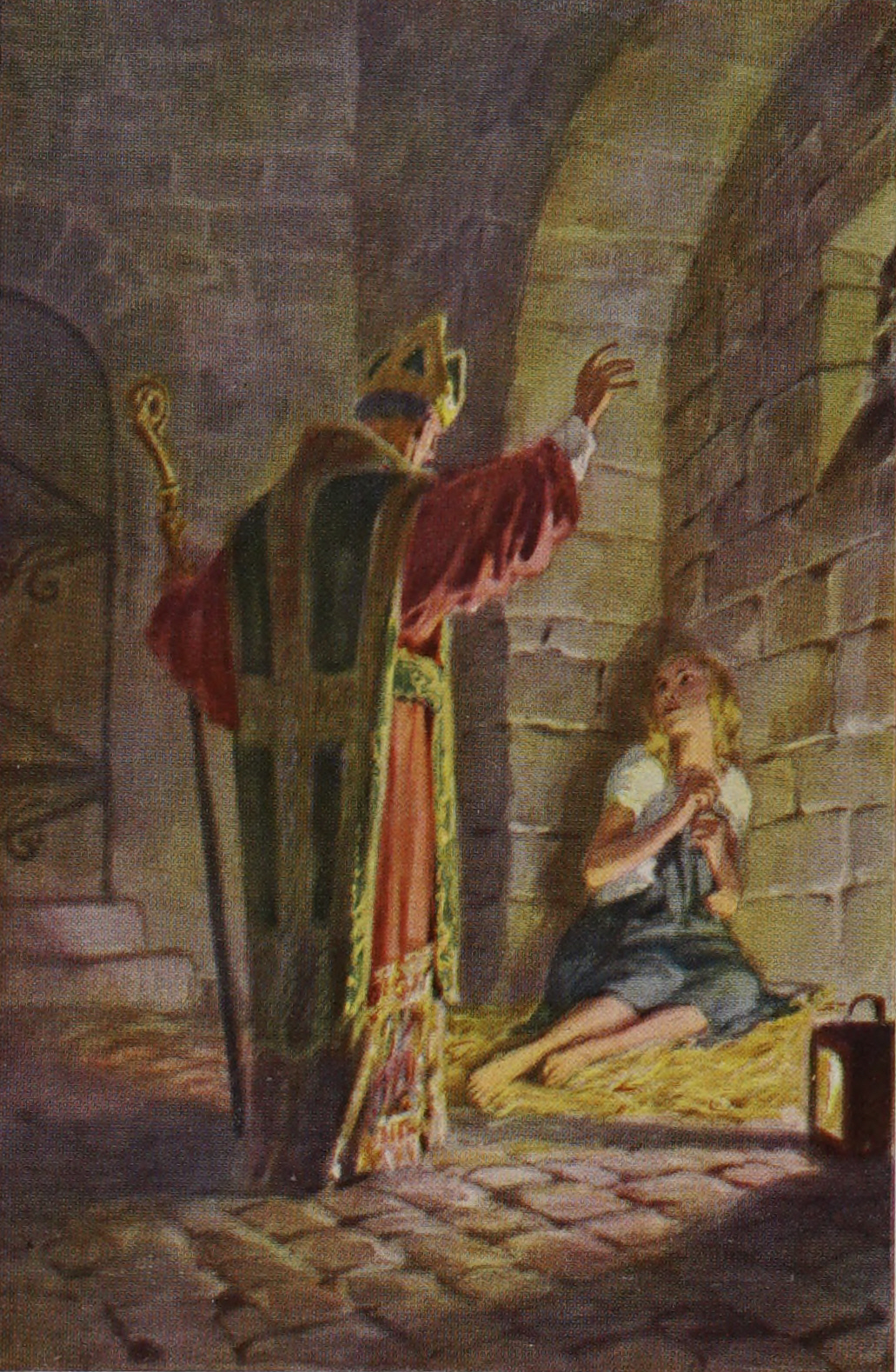
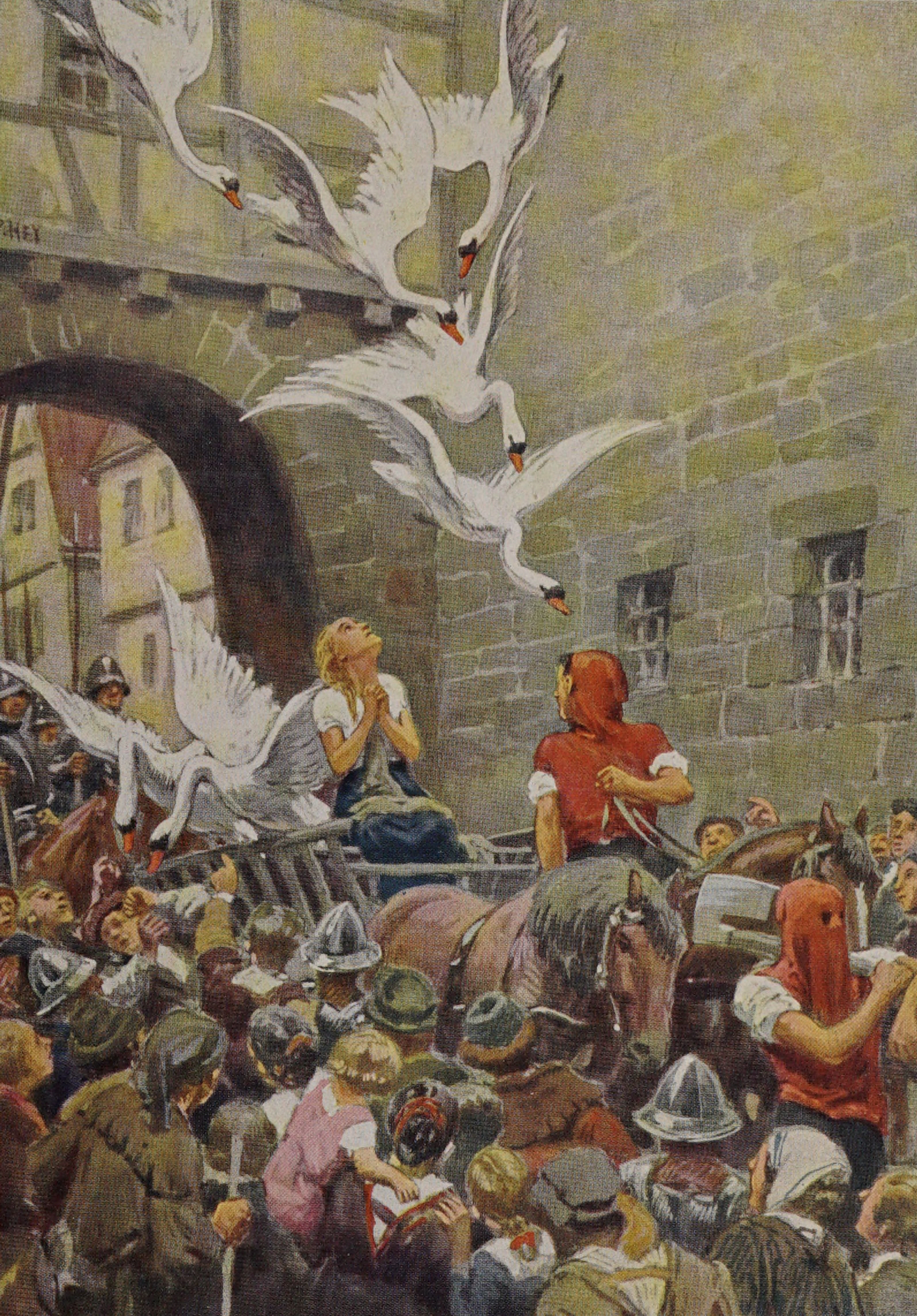
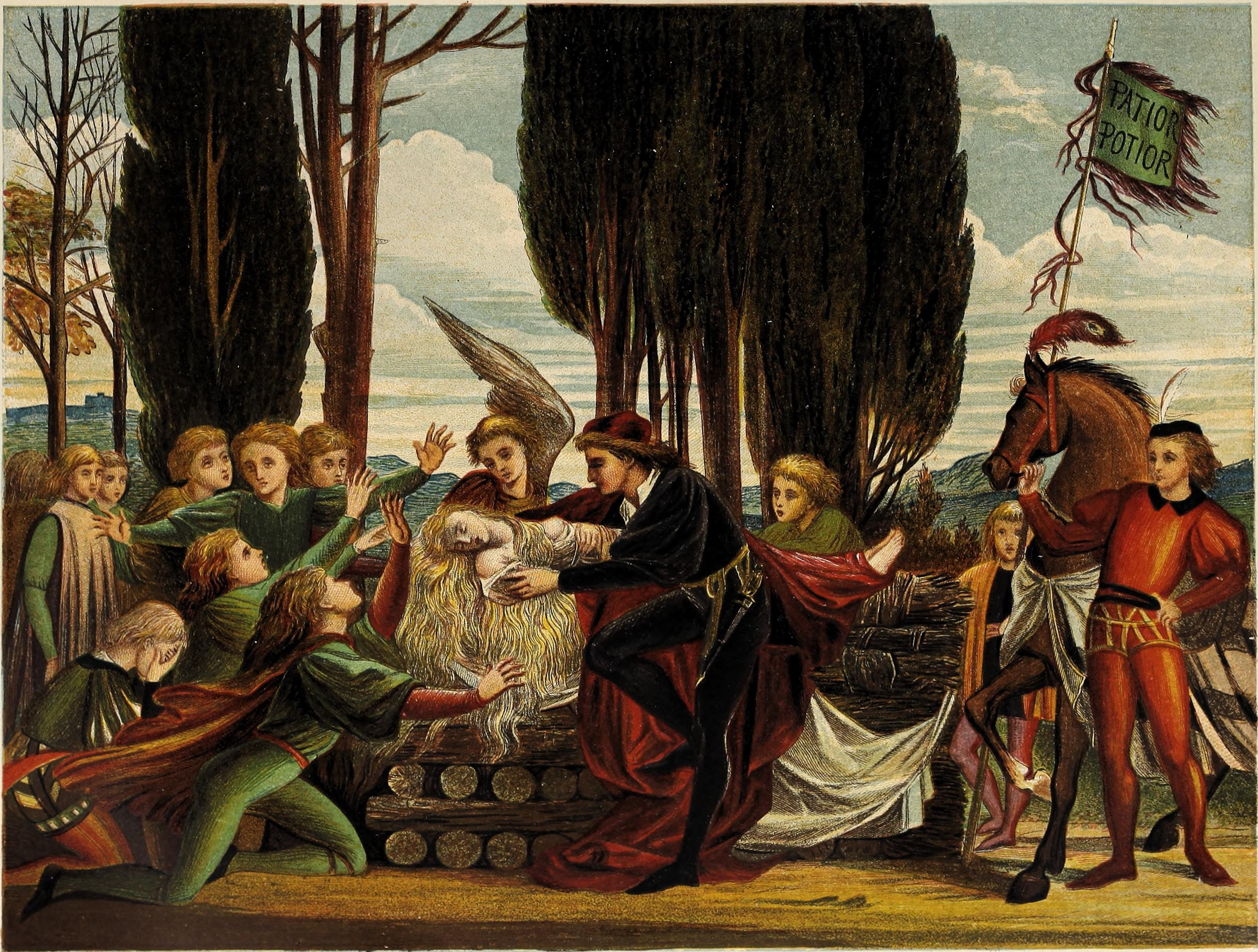
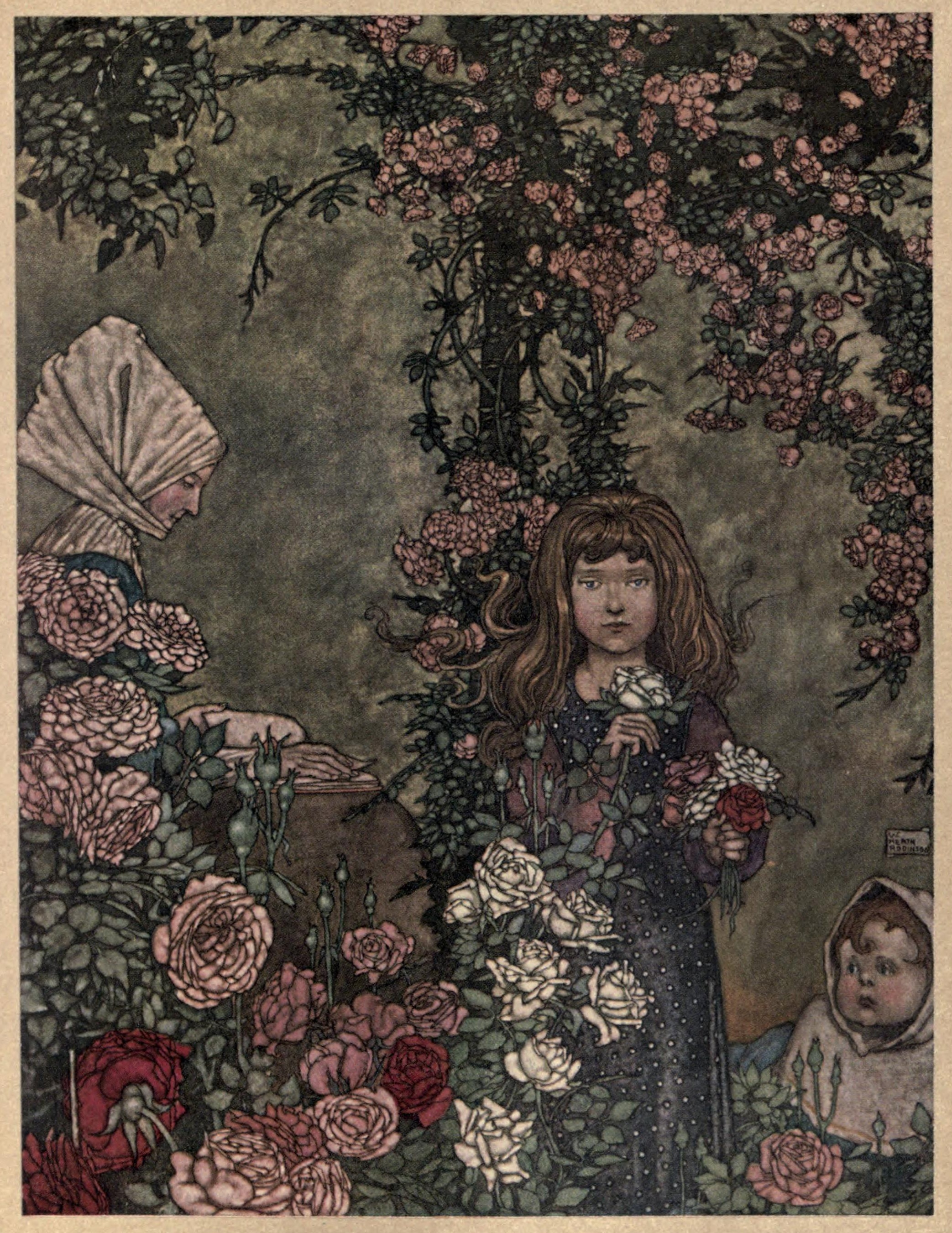

## Adaptacje filmowe
- Dzikie łabędzie – radziecki film animowany z 1962 roku w reżyserii Michaiła Cechanowskiego i Wiery Cechanowskiej.
- Dzikie łabędzie – radziecki film kostiumowy z 1987 roku w reżyserii Helle Karis
- Pan Andersen opowiada, duńsko-brytyjsko-niemiecki serial animowany (odcinek 11 – De vilde svaner) 2005[5].
- Dzikie łabędzie – duński film kostiumowy z 2009 roku w reżyserii Petera Flintha